# Extrakunia jocosides
Extrakunia jocosides är en fjärilsart som beskrevs av Embrik Strand 1921. Extrakunia jocosides ingår i släktet Extrakunia och familjen nattflyn. Inga underarter finns listade i Catalogue of Life.